# Usbekische Professionelle Fußballliga

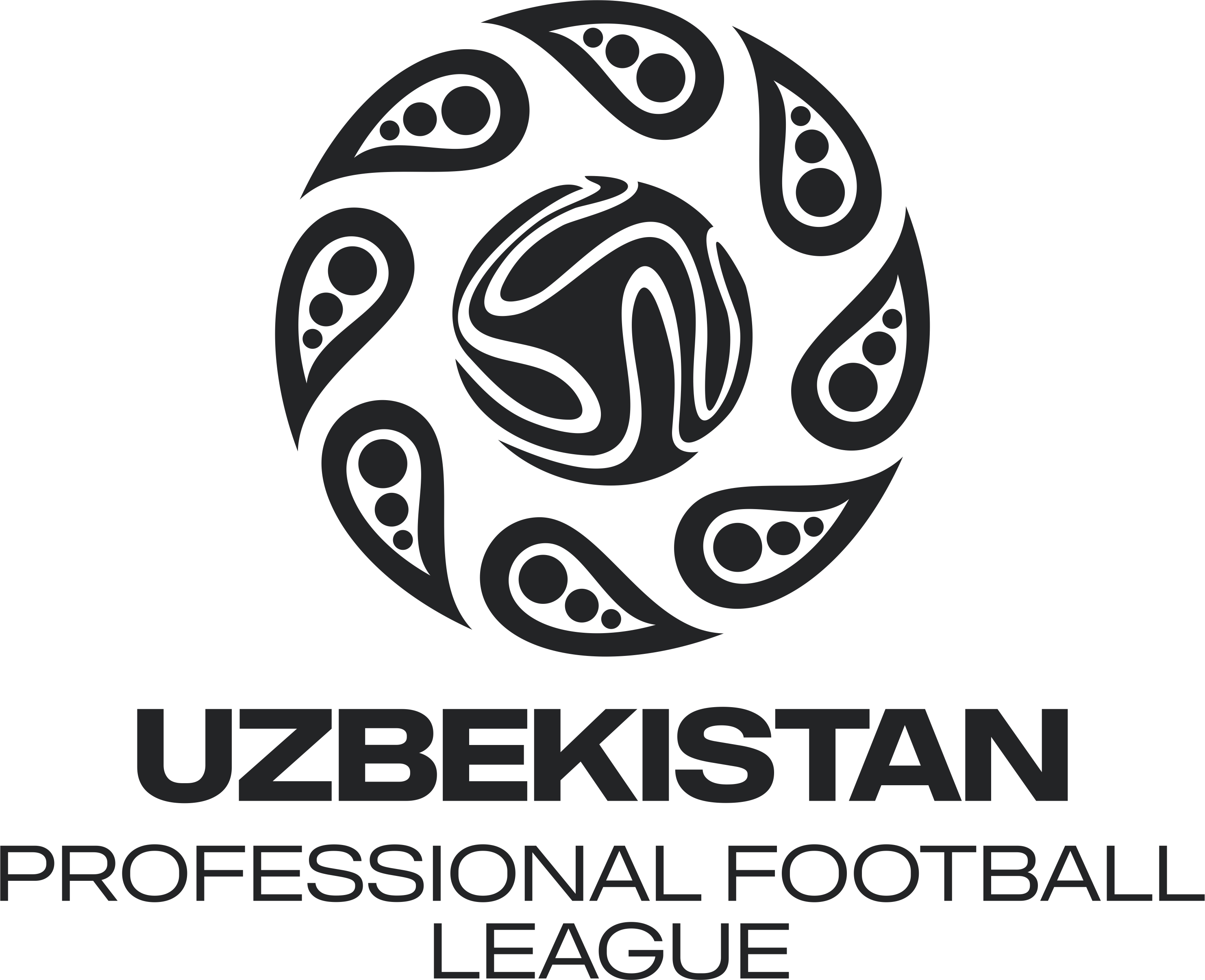
Usbekische Professionelle Fußballliga

Usbekische Professionelle Fußballliga, kurz UzPFL (Usbekisch: Oʻzbekiston professional futbol ligasi, OʻzPFL / Ўзбекистон профессионал футбол лигаси, ЎзПФЛ) ist eine Fußballorganisation, die das gesamte Ligasystem des Landes verwaltet und überwacht. Im Jahr 2008 wurde sie auf Empfehlung der Asian Football Confederation von der Fußballföderation Usbekistans getrennt und zu einer eigenständigen Organisation.
Sie koordiniert die Durchführung professioneller Fußballwettbewerbe wie die Superliga, Proliga, Ersteliga, den Usbekistan-Pokal, den Ligapokal, den Superpokal von Usbekistan sowie die U19 und U21-Meisterschaften. Zudem organisiert sie Wettbewerbe unter Fußballvereinen, gibt Anweisungen zu deren sportlichen, organisatorischen und administrativen Aktivitäten sowie deren Beziehungen.
Die UzPFL erleichtert die Organisation von Fußballwettbewerben auf verschiedenen Ebenen in Zusammenarbeit mit Ministerien, Behörden, Unternehmen und Organisationen Usbekistans.
Sie zählt zu den führenden Ligen in Asien im Bereich der Lizenzierung.
Mit Stand März 2025 sind fünf Unternehmen in Usbekistan offizielle Sponsoren der Liga.

## Geschichte
1992 war die UzPFL Teil der organisatorischen Struktur der Fußballföderation Usbekistans und verantwortlich für die Durchführung professioneller Fußballwettbewerbe in Usbekistan. Anfang 2008 empfahl die Asiatische Fußball-Konföderation der Usbekischen Fußballföderation, die PFL als eigenständige Organisation zu etablieren. Sie wurde am 20. Juni 2008 auf der Generalversammlung der Fußballvereinigung und der Fußballclubs Usbekistans gegründet und am 2. Juli vom Justizministerium der Republik Usbekistan registriert.
Von 2008 bis 2018 organisierte sie die Jugendfußballmeisterschaften Usbekistans. Von 2019 bis 2023 überwachte sie den Frauenfußball (Premier League, Erste Liga, Pokal, Superpokal), und von 2017 bis 2025 führt sie die Futsal-Meisterschaften (Premier League, Pokal und andere Wettbewerbe) Usbekistans durch.
Am 10. Januar 2023 wurde sie Mitglied der World-Leagues-Forum-Vereinigung.

## Zweck und Ziele
Das Hauptziel der Usbekischen Professionellen Fußballliga ist es, die Durchführung von professionellen Fußballwettbewerben auf dem Gebiet der Republik Usbekistan unter den Fußballmannschaften in der jeweiligen Superliga, Pro-Liga, Ersten Liga, Usbekistan-Pokal, Ligapokal, Supercup von Usbekistan sowie allen Alterskategorien Usbekistans zu koordinieren. Sie organisiert und führt Wettbewerbe zwischen Fußballvereinen durch, koordiniert professionelle Fußballwettbewerbe, organisiert und führt Wettkämpfe zwischen Fußballvereinen durch sowie verwaltet deren sportliche, organisatorische und manageriale Aktivitäten und Beziehungen.
Jeden Monat bestimmt sie nach der Abstimmung von Experten die Gewinner in den Kategorien bester Spieler, bester Schiedsrichter, bestes Tor in der usbekischen Superliga und organisiert die Arbeit zu ihrer Auszeichnung. Jeden Monat bestimmt sie die Gewinner des besten Fußballvereins Usbekistans, des besten Spielers (Frauen/Männer), des besten Schiedsrichters und anderer Kategorien und organisiert deren Auszeichnung am Ende des Jahres.

## Leitung
Farhod Magametov war von 2008 bis 2017 der erste Leiter der Organisation. Von September 2017 bis 2019 leitete Amon Gafurov die Organisation. Später, von 2019 bis 2020, stand Davron Shoqurbonov der Organisation vor. Diyor Imomxoʻjayev, der von 2020 bis 2022 vorübergehend als Generaldirektor fungierte, wurde 2022 zum Generaldirektor der Organisation ernannt.

### Exekutivkomitee
Diyor Imomxoʻjayev, Generaldirektor.
Odil Akhmedov, Mitglied des Exekutivkomitees, Vizepräsident der Usbekischen Fußballverbandes.
Tulabek Akramov, Mitglied des Exekutivkomitees, Präsident des FC Lokomotiv Taschkent.
Bahodir Mirzayev, Mitglied des Exekutivkomitees, Generaldirektor von FK Olmaliq.
Alisher Yusupov, Mitglied des Exekutivkomitees, Manager des Nasaf Karschi.
Oybekkhan Ibrahimkhanov, Mitglied des Exekutivkomitees, Rechtsberater der Usbekischen Profi-Fußballliga.

## Wettbewerbe unter der Zuständigkeit der UzPFL

### Usbekistan Superliga

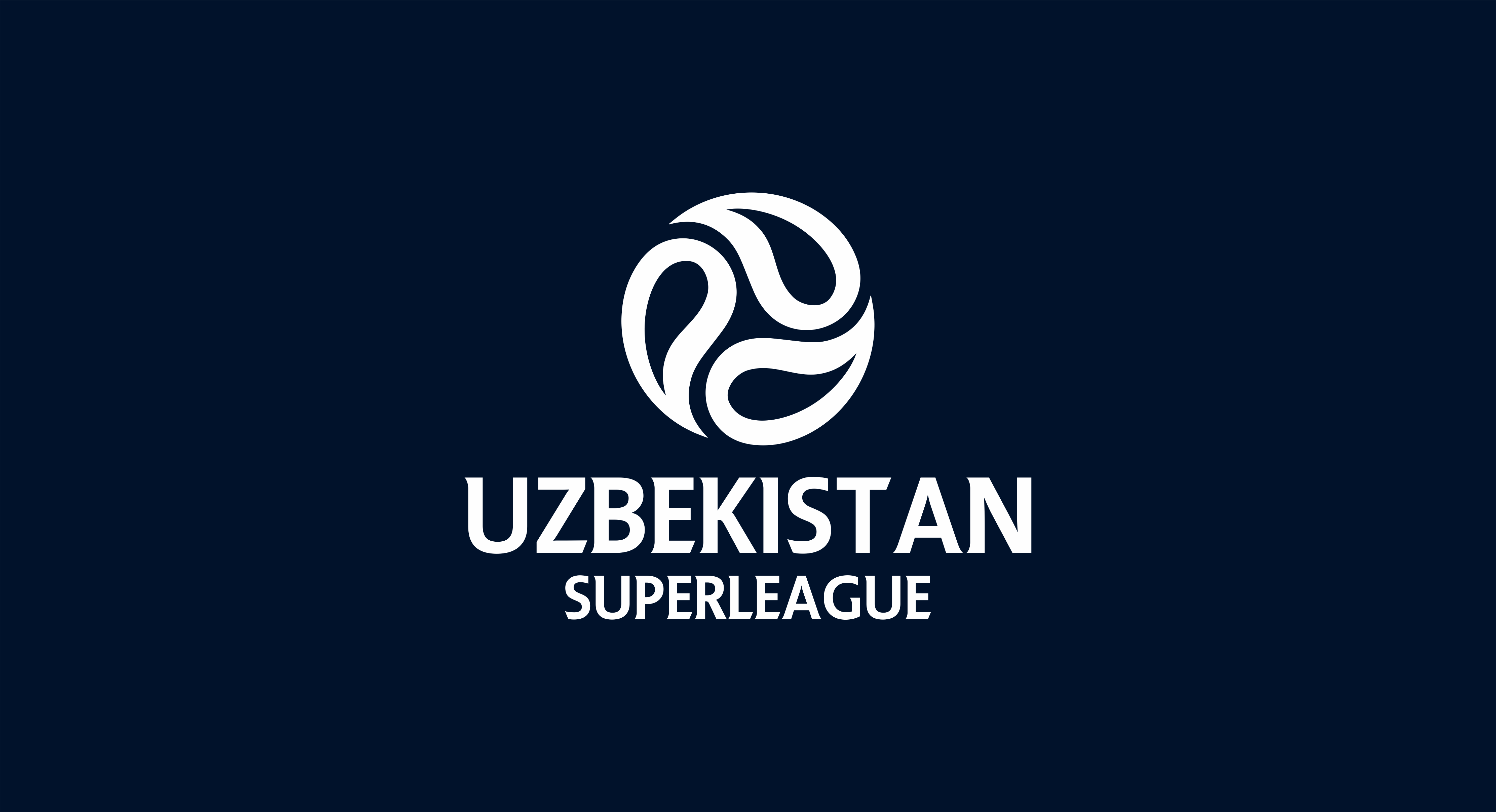
Usbekistan Superliga

Die Usbekistan Superliga ist die höchste Spielklasse im Fußballwettbewerbssystem Usbekistans, an der professionelle Fußballvereine teilnehmen. Sie wurde 1992 unter dem Namen „Supreme League“ gegründet. Die Meisterschaft findet von März bis November statt und jede Mannschaft bestreitet 26 Spiele. Ab 2019 hieß der Titelsponsor zunächst Pepsi Super League, ab 2020 Coca-Cola Super League und ab 2024 Artel Super League. In der Geschichte der usbekischen Meisterschaften nahmen insgesamt 45 Vereine teil, nur 8 davon standen auf dem Siegerpodest: „Pakhtakor“ – 16-mal, „Neftchi“ – 5-mal, „Bunyodkor“ – 5-mal, „Lokomotiv“ – 3-mal, „Dostlik“ – 2-mal, MHSK – 1-mal, „Navbahor“ – 1-mal, „Nasaf“ – 1-mal. Die Anzahl der teilnehmenden Mannschaften variierte über die Jahre. Zu Beginn waren es 16, in anderen Jahren 14, 18 oder 20. Im Jahr 2025 wird die Liga wieder aus 16 Teams bestehen.

### Usbekistan-Pokal
Dies ist ein nationaler Fußballpokalwettbewerb, der von der Usbekischen Profi-Fußballliga organisiert wird. Die Usbekistan-Pokal-Wettbewerbe werden seit 1992 ausgetragen. Der erste Sieger war der FC Navbahor Namangan. Die Pokalsieger qualifizieren sich für die Teilnahme an der AFC Champions League.
Der Pakhtakor gilt mit 13 Titeln als Rekordsieger des Usbekistan-Pokals. Die Klubs „Bunyodkor“ und „Nasaf Qarshi“ gewannen jeweils 4-mal, „Navbahor Namangan“ und „Lokomotiv Taschkent“ jeweils 3-mal, „Neftchi Farg'ona“ 2-mal, „AGMK“, „Andijan“ und „Dustlik Tashkent“ je 1-mal.

### Usbekistan Liga-Pokal
Der Usbekistan Liga-Pokal ist ein jährlicher Männerfußballwettbewerb. Dieser wird seit 2010 von der Usbekischen Profi-Fußballliga und dem Usbekischen Fußballverband organisiert, allerdings fand er 2016–2018 nicht statt. Die erste Ausgabe des wiederbelebten Wettbewerbs war 2019. Hauptsächlich nehmen usbekische Vereine teil, aber auch Vereine aus Kirgisistan, Tadschikistan, Turkmenistan und Kasachstan können auf Einladung der UzPFL teilnehmen. Der erste Sieger war „Pakhtakor“ aus Taschkent.

### Usbekistan Supercup

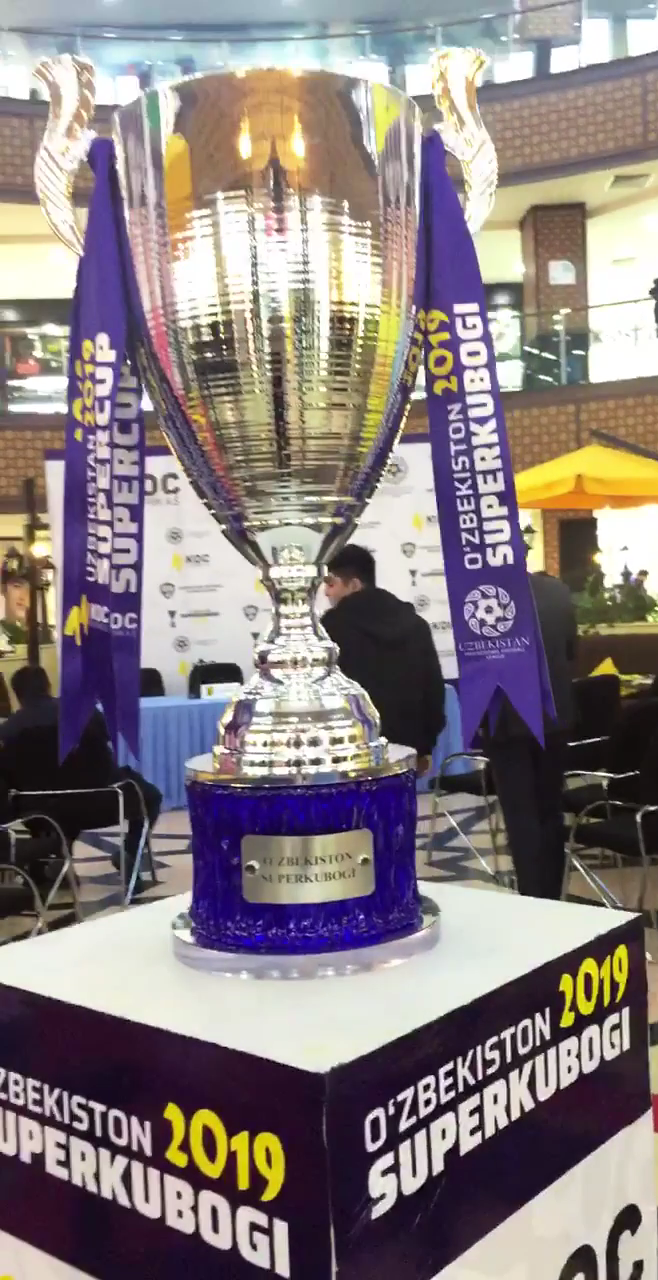
Usbekistan Supercup 2019

Ein Wettbewerb bestehend aus einem Spiel zwischen dem aktuellen Pokalsieger und dem Meister der Usbekistan Super League. Wenn ein Verein beide Titel gewinnt, spielt der Vizemeister im Supercup. Das Spiel wird traditionell Ende Februar oder Anfang März ausgetragen und eröffnet die neue Fußballsaison des Landes. In der Regel findet es in einem neutralen Stadion statt.

### Usbekistan Proliga
Am 21. November 2017 beschloss die PFL-Führung, die Erste Liga Usbekistans ab der Saison 2018 offiziell in Pro League Usbekistans umzubenennen. Die Teilnehmerzahl wurde von 18 auf 16 reduziert.

### Usbekischer Ersteliga
Sie besteht seit 2010. Seitdem ist die Liga in zwei Regionen unterteilt: die östliche und die westliche Region. Im Osten spielen Mannschaften aus Andijan, Namangan, Fergana und der Region Taschkent. Im Westen spielen Vereine aus Syrdarya, Jizzakh, Navoi, Samarkand, Kashkadarya, Surkhandarya, Buchara, Khorezm und der Republik Karakalpakstan. Anzahl der Teams pro Region: 14.
Früher war die Erste Liga die zweithöchste Spielklasse im Ligasystem Usbekistans. Nach der Gründung der Pro League im Jahr 2018 wurde sie ab 2020 zur dritten Liga umorganisiert.

### U21-Meisterschaft
Ein Wettbewerb, in dem die Jugendteams der Super-League-Klubs spielen. Gemäß den Vorschriften der UzPFL dürfen nur Spieler im Alter von 21 Jahren oder jünger teilnehmen. Die Spiele finden jeweils einen Tag nach den Spielen der Hauptmannschaften statt.

### U19-Meisterschaft
Die Nationalmannschaft unter 19 Jahren vertritt Usbekistan bei Welt- und Asienmeisterschaften der Altersklasse U19/U20. Der Wettbewerb findet zwischen den U19-Teams der Super League und der Pro League statt. Die U19-Meisterschaft wurde 2021 gegründet. Alle Vereine der beiden obersten Ligen nehmen mit ihren Nachwuchsspielern teil.

## Zugehörige Wettbewerbe

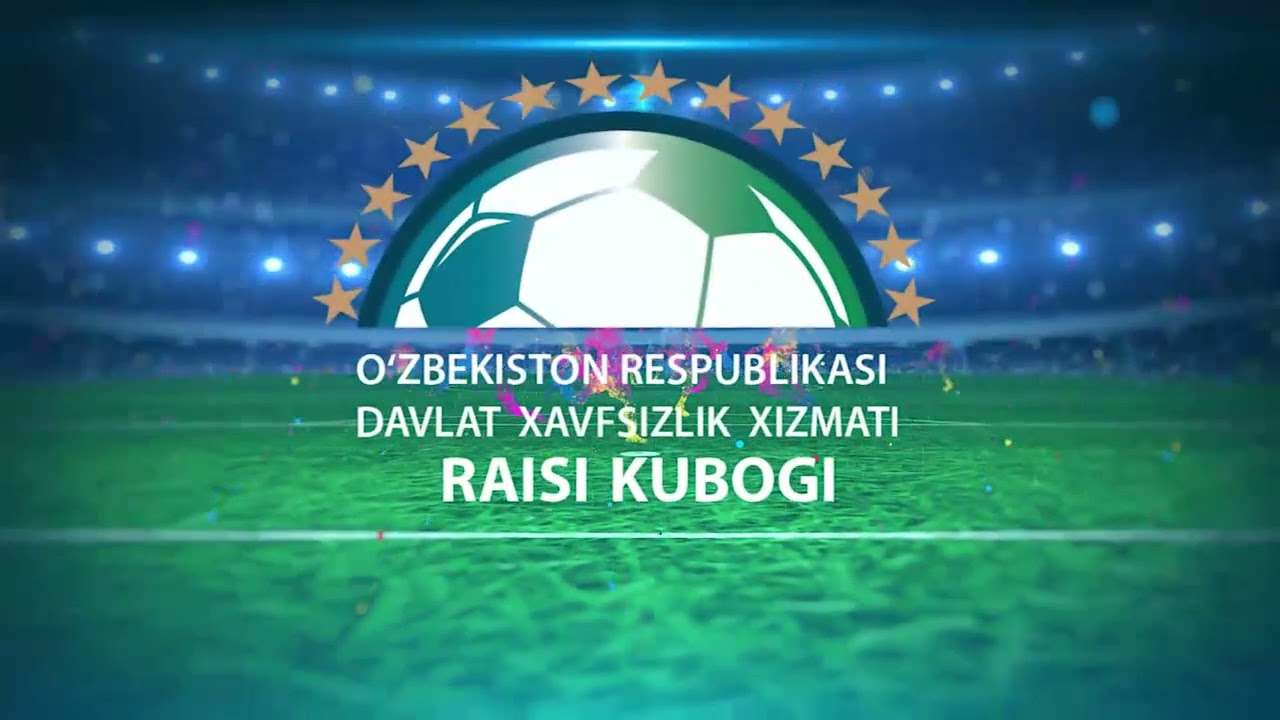
Staatssicherheitsdienst-Pokal

In Zusammenarbeit mit dem Staatssicherheitsdienst der Republik Usbekistan, dem Ministerium für Sport und der Agentur für Jugendangelegenheiten wird der Staatssicherheitsdienst-Pokal (usbek: DXX kubogi) ausgetragen.
Es werden auch Studentenpokal-Wettbewerbe in Zusammenarbeit mit dem Ministerium für Höhere Bildung, Wissenschaft und Innovation, dem Innenministerium und dem Fußballverband ausgerichtet.

## Sponsoren
Die Usbekische Professionelle Fußballliga kooperierte 2018–2019 mit „PepsiCo“. Seit 2019 ist Coca-Cola Beverage Uzbekistan Sponsor der usbekischen Super League. Seit 2020 besteht eine Zusammenarbeit mit der Versicherungsgesellschaft „Apex Insurance“, die eine Krankenversicherung für über 1.500 registrierte Profispieler in der Liga bereitstellt. Von 2021 bis 2022 waren die Sponsoren Epsilon, Madad Invest Bank Joint Stock Company, Turon Eco Cement und die Jizzakh-Batteriefabrik. Am 16. März 2023 wurde das Unternehmen „BMB Holding“ offizieller Sponsor der Super League. Zudem wurden im Jahr 2023 das Informationsportal Olcha.uz und die private Fluggesellschaft „Centrum Air“ Partner der Usbekischen Professionellen Fußballliga. Am 28. Februar 2024 wurde das Unternehmen „Artel Electronics“, das als größte Marke im Haushaltsgerätemarkt Usbekistans gilt, bis Ende 2026 Titelsponsor der Super League. Am 12. März 2024 wurde das Unternehmen „Uzcard“ offizieller Partner der Usbekischen Professionellen Fußballliga. 

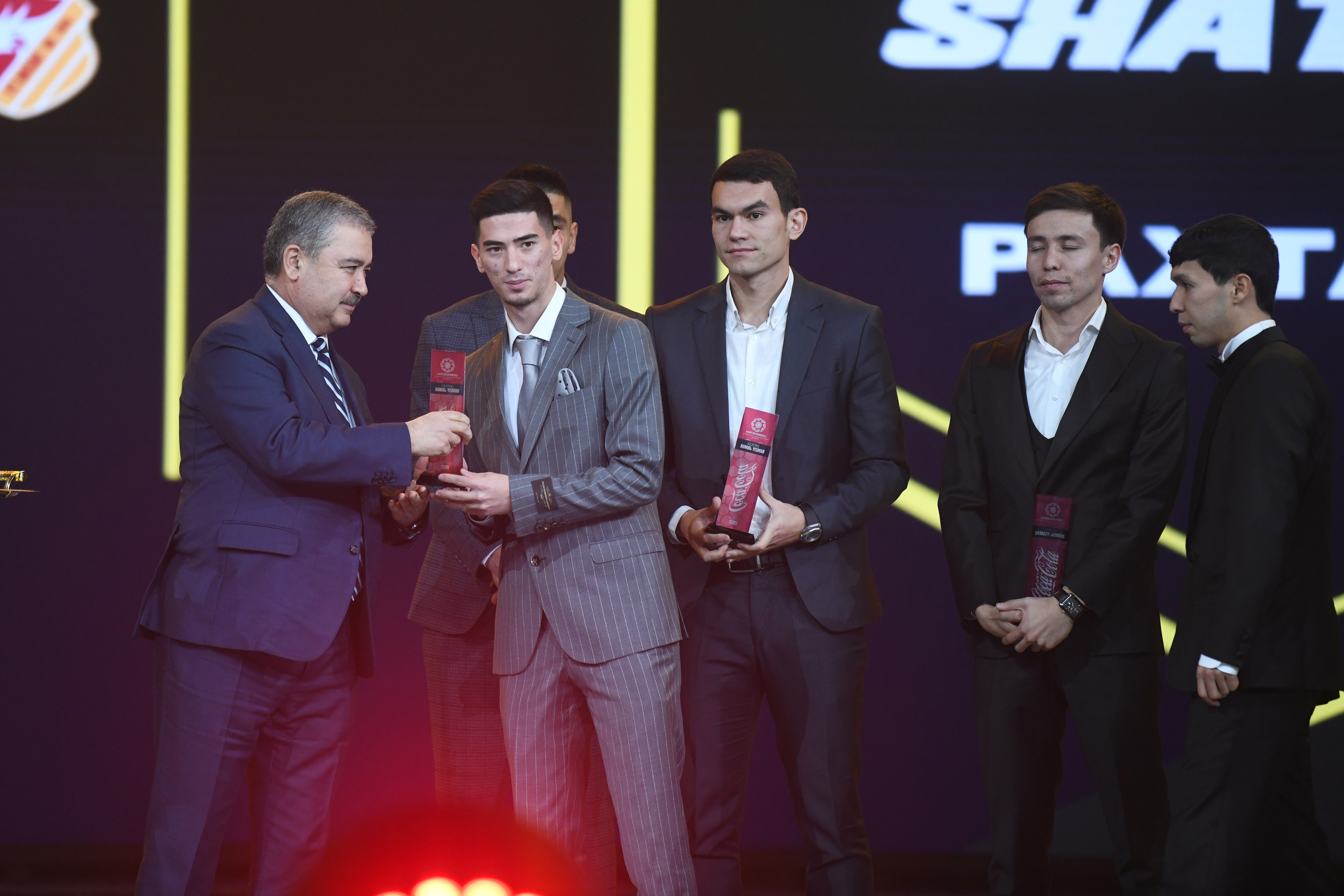
UzPFL-Preisverleihung 2022

## Erfolge
Die Usbekische Profifußballliga (Uzbekistan Professional Football League) zählt zu den führenden Lizenzierungsorganisationen in Asien. Bis 2021 erhielten zwölf usbekische Vereine Lizenzen vom Asiatischen Fußballverband (AFA), das drittbeste Ergebnis auf dem Kontinent. Zwei usbekische Vereine gehörten 2021 zu den ersten in Asien, die die Lizenzierung für Frauenmannschaften erfolgreich bestanden.
Die UzPFL wurde 2021 vom Justizministerium der Republik Usbekistan und dem Nationalen Verband der nichtstaatlichen gemeinnützigen Organisationen (NGOs) Usbekistans in die Liste der „TOP-20 der transparentesten nichtstaatlichen gemeinnützigen Organisationen“ aufgenommen.